# Tyrannochthonius steevesi
Tyrannochthonius steevesi är en spindeldjursart som beskrevs av William B. Muchmore 1996. Tyrannochthonius steevesi ingår i släktet Tyrannochthonius och familjen käkklokrypare. Inga underarter finns listade i Catalogue of Life.